# Andrej Babiš
Andrej Babiš (Bratislava, 2 de septiembre de 1954) es un empresario y político checo de origen eslovaco. Está considerado el segundo hombre más rico de la República Checa. Es el fundador y propietario del grupo Agrofert tiene el control de los dos principales periódicos del país además de diversas radios y televisión. En 2011, entró en la escena política checa con su nuevo partido ANO. De 2014 a 2017 asumió el cargo de Vice primer ministro y ministro de Finanzas de la República Checa en un gobierno de coalición. El 21 de octubre de 2017 su partido fue el más votado con el 29,6 % de los votos en las elecciones generales lo que le permite optar al puesto de primer ministro, cargo que ocupó hasta el 28 de noviembre de 2021.

## Biografía

### Primeros años y formación
Nació en Bratislava. Su padre, Štefán Babiš, era un diplomático y ejecutivo de una empresa del régimen comunista checoslovaco para la exportación e importación de productos agrarios. Miembro del Partido Comunista de Checoslovaquia, representó a Checoslovaquia durante las negociaciones con el GATT en Ginebra y como consultor en la ONU.
Gracias a la situación de su padre Andrej parte de su infancia la pasó entre Francia y Suiza. Más tarde, estudió en un gymnasium en Bratislava y siguiendo el mismo camino de su padre se formó en ciencias económicas en la Universidad de Ciencias Económicas, donde estudió comercio internacional. Ingresó pronto en la Empresa de Comercio Exterior y en 1980 en el Partido Comunista de Checoslovaquia. Como delegado de la empresa pública exterior estuvo destinado en Marruecos de 1985 a 1991. Fue agente de StB.

### Perfil empresarial

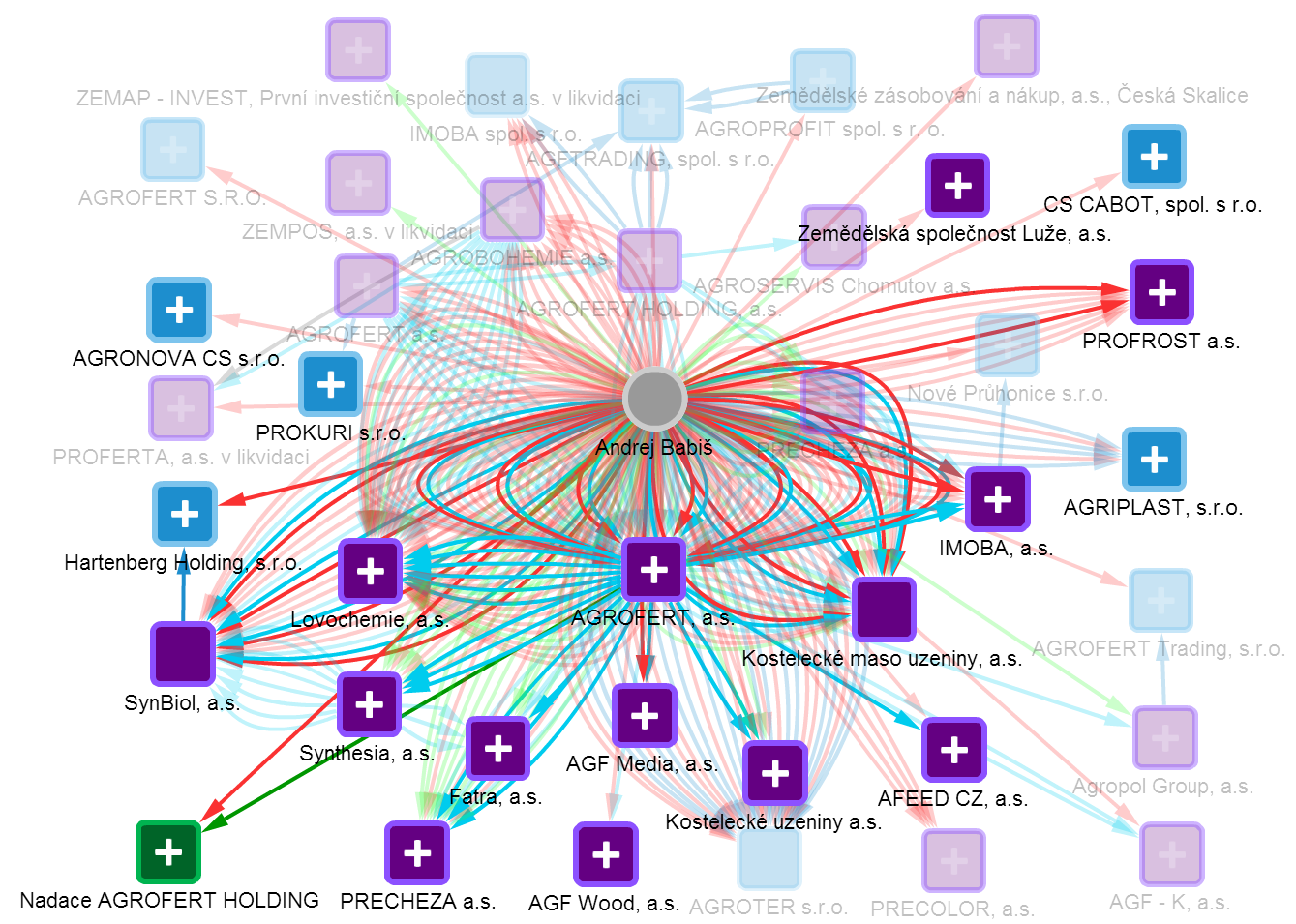
Infografía de las conexiones empresariales de Babiš

Regresó a Checoslovaquia después de la Revolución de Terciopelo y residió en la República Checa después de la disolución de Checoslovaquia. La caída del régimen en 1989 no significó para él ninguna catástrofe sino la llegada de nuevas oprtunidades.
Fue el encargado de fundar la compañía agroquímica Agrofert en Praga a partir de la compañía madre Petromex, de la que se convirtió en director general en 1993 y poco a poco la convirtió en una de las empresas más grandes del país centrando sus actividades principalmente en la agricultura. A través de la empresa suiza O.F.I. compró Agrofert pasando de director a dueño. Compra otras empresas estatales que fueron vendidas e infravaloradas durante el proceso de privatización.
Con su crecimiento, logró la construcción de un gigantesco holding al que pertenecen más de 250 firmas, entre ellos medios de comunicación incluyendo los dos principales periódicos del país además de cadenas de radio y televisoras. En marzo de 2013 Forbes lo situó en el puesto 736 de la lista de multimillonarios, con el patrimonio neto de $ 2 mil millones. En 2014 era la segunda persona más rica de la República Checa y número 772 del mundo. En 2017 el holding Agrofert está valorado en más de 4000 millones de dólares.  Su biógrafo Jakub Patocka señala que "construyó su fortuna utilizando subvenciones europeas a su favor".
Su fortuna le permite invertir fuertemente en los medios de comunicación: es dueño de tres periódicos diarios, un periódico semanal, sitios web y una estación de radio.

### Trayectoria política
En 2011, entró en la escena política checa fundando la iniciativa Acción de los Ciudadanos Insatisfechos, germen de su nuevo partido ANO 2011 (en checo: Akce Nespokojených Občanů 2011, es decir, Acción de Ciudadanos Insatisfechos 2011, significando "ano" en checo "sí"). En 2013, el partido se presentó como una formación de centro y en las elecciones generales fue la segunda más votada con 47 diputados recogiendo el desencanto de la población decepcionada por la gestión del gobierno durante la crisis económica. Su partido formó parte de un gobierno de coalición con el Partido Socialdemócrata y los democratacristianos y Babiš asumió en enero de 2014 el puesto de vice primer ministro y ministro de Finanzas.
En febrero de 2017 se promulgó la llamada Lex Babiš, una ley de incompatibilidades que le impidió compaginar su posición como ministro de Finanzas con la dirección de sus empresas, por lo que su fortuna se halla en un fondo fiducidario y formalmente ya no está al frente de Agrofert.
Fue despedido del gobierno en mayo de 2017, a petición del primer ministro Bohuslav Sobotka, después de muchas controversias sobre él. En particular, se le acusa de haber realizado transacciones financieras dudosas, fraude fiscal y de haber estado en una situación de conflicto de interés en varias ocasiones.
El 2 de mayo de 2017, el primer ministro Bohuslav Sobotka, presentó su dimisión y la de su Gobierno tras varios meses, en los que el propio Babiš fue acusado de fraude fiscal.
En octubre de 2017 concurrió a las elecciones generales celebradas el 21 de octubre al frente del partido que preside, ANO convirtiéndose en el partido más votado con el 29,64 % de los votos, 11 puntos más que en 2013. Por detrás vienen tres partidos con muy poca diferencia de votos, el ODS Partido Democrático Cívico (derecha, euroescéptico) con 11,3%, el Partido Pirata, con 10,7% frente al 2,6 de 2013 y el partido Libertad y Democracia Directa (Svoboda a přímá demokracie - Tomio Okamura, SPD) (del checo-japonés Tomio Okamura (extrema derecha), con 10,64%. El partido comunista KSCM logró el 7,76 % frente al 14,9% cuatro años atrás. El partido socialdemócrata checo, CSSD del jefe de Gobierno saliente, Bohuslav Sobotka, registró una brutal caída pasando del 20,4 de 2013 a 7,2% en 2017.

## Ideología
Considerado por medios de comunicación europeos como "populista", el discurso político de Babiš se basa en una posición enfrentada a la política tradicional. Califica a los políticos de izquierda y derecha de "corruptos, ineficaces y pendientes sólo de la lucha de poder". Se presenta como un "gestor modélico" capaz de conducir el país con eficacia y eficiencia al igual que ha hecho con su empresa. Su partido está posicionado en la defensa del liberalismo económico de la derecha checa, sin embargo Babis se muestra pragmático y dispuesto a pactar con otras formaciones de derecha o izquierda "sin ataduras ideológicas" considera el periodista de investigación Jaroslav Kmenta. Apoyado en una narrativa contra la corrupción, el euro, los inmigrantes y el resto de los partidos políticos, a los que acusa de mantener un sistema corrupto, en 2017 su formación fue la más votada en las elecciones celebradas el 21 de octubre.

### Sobre Europa
Babiš rechaza la cuota de refugiados estipulada por Europa. Durante la campaña para las elecciones generales de 2017 se posicionó en contra de la entrada del país en el euro. En su discurso tras ganar las elecciones prometió ser proeuropeo y tener un rol activo en la refundación del "club". Pidió dejar de hablar de las "dos velocidades" y lanzó que Europa "debe reflexionar más sobre los motivos por los que el Reino Unido ha decidido marcharse".

## Controversia
Según la información del Instituto de la Memoria de la Nación en Eslovaquia, durante el gobierno del régimen comunista en Checoslovaquia, Babiš fue confidente del STB (Policía de Seguridad del Estado), bajo el nombre en clave de Bureš. Él mismo niega las acusaciones y en 2013 demandó al Instituto. Sin embargo, ni él ni sus testigos aparecieron en la corte. El ensayo se adjuntó a enero de 2014, después de las elecciones.

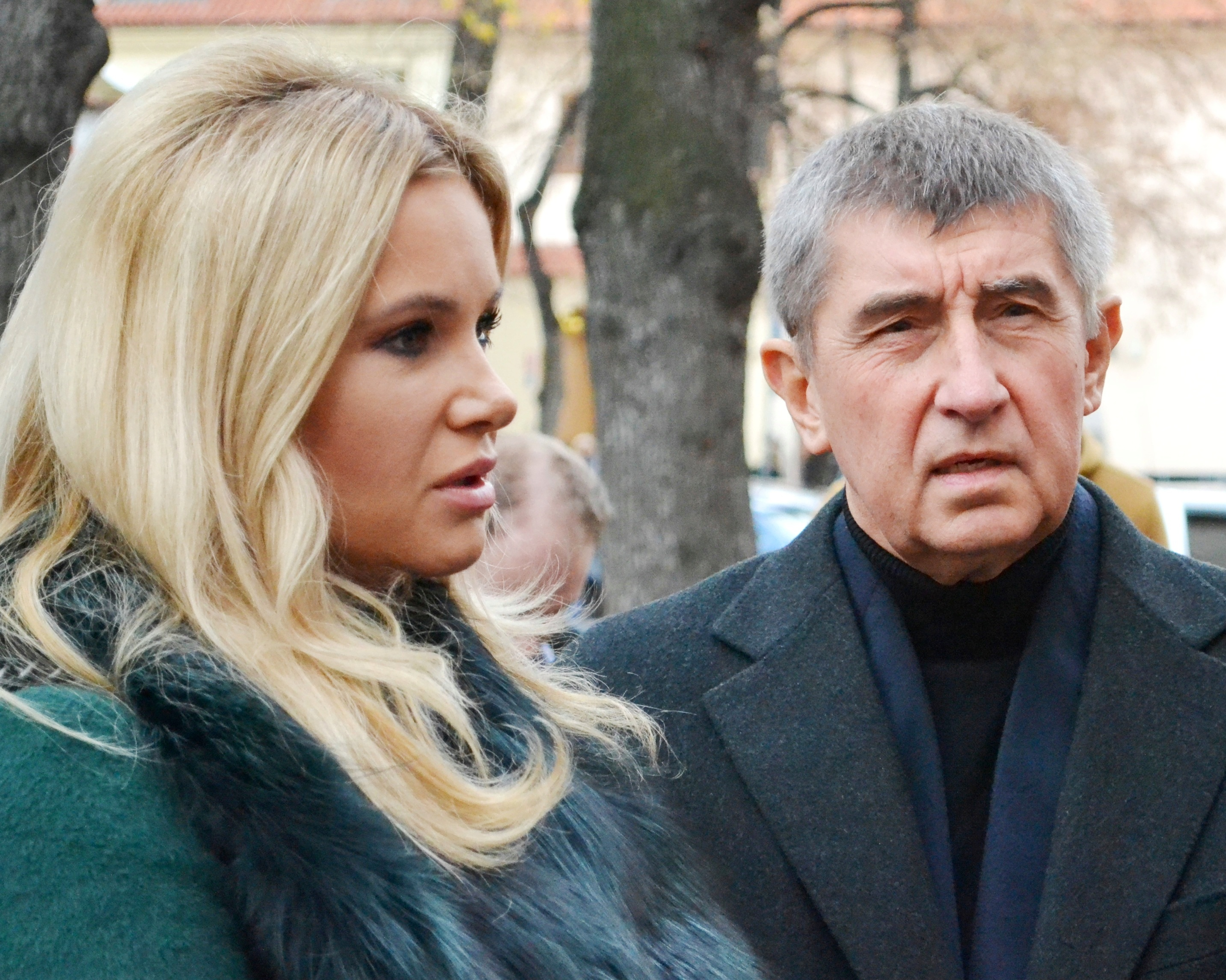
Monika Babišová y Andrej Babiš en 2015

En 2017 fue acusado de fraude fiscal junto al primer ministro Bohuslav Sobotka que dimitió en el mes de mayo. A finales de septiembre de 2017 se inició un proceso penal en su contra por su implicación en la presunta financiación ilegal a partir de fondos europeos (2000 000 EUR) de la granja modelo Nido de la Cigüeña. En octubre de 2017 cuando ganó las elecciones legislativas estaba siendo investigado por sospechas de manipulación de fondos comunitarios, fraude fiscal y presiones a la prensa da Policía Cecha y Oficina Europea de Lucha contra el Fraude (OLAF - investigación anos 2015-17). La investigación de OLAF confirmó en diciembre de 2017 que el fraude fondos de UE ha planeado del início del proyecto Nido de la Cigüeña.

##### Escándalo del secuestro del su hijo
En noviembre de 2018, periodistas del sitio de noticias checo Seznam hablaron con Andrej Babiš júnior, quien declaró que había sido secuestrado y llevado a Crimea para evitar que diera pruebas sobre los subsidios adquiridos para construir la granja El Nido de la Cigüeña.

### Papeles de Pandora
El 3 de octubre de 2021, su nombre fue mencionado en los Papeles de Pandora. Según estos documentos, en 2009 adquirió catorce propiedades, entre ellas el lujoso Château Bigaud en Mougins (Francia), mediante la transferencia de una suma de quince millones de euros de origen desconocido a través de tres empresas offshore -una registrada en Mónaco y otra en las Islas Vírgenes Británicas- que no fueron declaradas a las autoridades checas. Se trata de un acuerdo inédito para este tipo de compra, para el que recurrió a los servicios de un abogado francés asociado a un bufete panameño especializado en la creación de sociedades offshore.

## Vida personal
Andrej Babiš es padre de cuatro hijos, está casado en segundas nupcias con Monika Babisova, una mujer 20 años más joven que él.